# Piero Maza
Piero Daniel Maza Gómez (Santiago, 25 de outubro de 1984) é um árbitro internacional de futebol chileno. É árbitro do quadro da Federação Internacional de Futebol (FIFA), desde 2018.

## Carreira

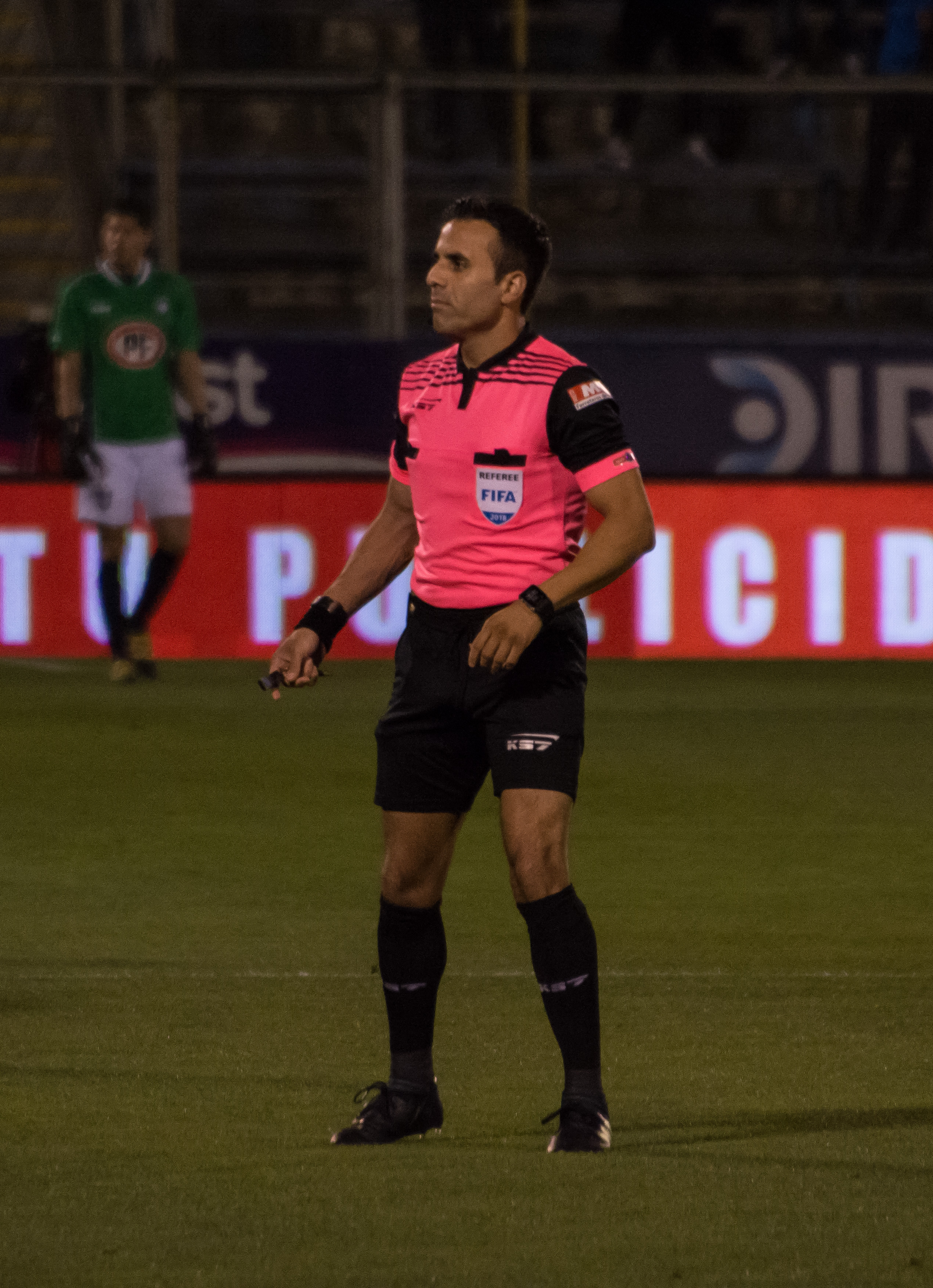
Em 5 de maio de 2018.

Iniciou sua carreira oficialmente no Campeonato Chileno na temporada 2014–15, na partida entre Cobresal e Palestino, em 27 de julho de 2014.[carece de fontes?]
Foi admitido no quadro de árbitros da FIFA, em 2018.
Sua primeira partida pela Confederação Sul-Americana de Futebol (CONMEBOL) foi em 10 de abril de 2018, na Copa Sul-Americana, na partida de ida vencida, por 2–1, pela LDU Quito, do Equador, contra o Guabirá, da Bolívia, pela primeira fase da competição.[carece de fontes?]
Em 24 de maio do mesmo ano, atuou na sua primeira partida pela Copa Libertadores, na fase de grupos (grupo D), na vitória do Santa Fe, da Colômbia, por 3–0, sobre o Emelec, do Equador.[carece de fontes?]
Em novembro de 2018, atuou como árbitro assistente de vídeo (VAR) na primeira partida da final da Copa Libertadores, empate em 2–2, entre Boca Juniors e River Plate, ambos da Argentina.
Atuou novamente no VAR, em 12 de dezembro, na segunda partida da final da Copa Sul-Americana, no empate em 1–1, entre Athletico Paranaense, do Brasil, e Junior de Barranquilla, da Colômbia. O Athletico Paranaense conquistou o título após a prorrogação, sem gols, e a vitória na disputa por pênaltis por 4–3.
Em 2021, foi incluído no quadro da FIFA, também, como árbitro assistente de vídeo (VAR).
Em 21 de fevereiro de 2023, será o árbitro principal da primeira partida da Recopa Sul-Americana, entre Independiente del Valle — campeão da Copa Sul-Americana de 2022 — e Flamengo — campeão da Copa Libertadores de 2022.

## Estatísticas
Estas são estatísticas das principais competições internacionais.

### Competições da FIFA
Fonte: 

#### Copa dos Campeões da CONMEBOL–UEFA
| Edição | Fase  | Data  | Partida  | Partida | Partida   | Estádio | Cidade  | Cartões                       | Cartões                           | Cartões | Pênalti · Pênalti | Ref.  |
| Edição | Fase  | Data  | Mandante | Placar  | Visitante | Estádio | Cidade  | Penalizado com cartão amarelo | Penalizado · Penalizado · Expulso | Expulso | Pênalti · Pênalti | Ref.  |
| ------ | ----- | ----- | -------- | ------- | --------- | ------- | ------- | ----------------------------- | --------------------------------- | ------- | ----------------- | ----- |
| 2022   | Final | 1/jun | Itália   | 0 – 3   | Argentina | Wembley | Londres | 4                             | 0                                 | 0       | 0                 | [ 6 ] |

### Competições da CONMEBOL
Fonte: 

#### Copa América
| Edição | Fase       | Data   | Partida   | Partida | Partida   | Estádio   | Cidade        | Cartões                       | Cartões                           | Cartões | Pênalti · Pênalti | Ref.  |
| Edição | Fase       | Data   | Mandante  | Placar  | Visitante | Estádio   | Cidade        | Penalizado com cartão amarelo | Penalizado · Penalizado · Expulso | Expulso | Pênalti · Pênalti | Ref.  |
| ------ | ---------- | ------ | --------- | ------- | --------- | --------- | ------------- | ----------------------------- | --------------------------------- | ------- | ----------------- | ----- |
| 2024   | Grupo C    | 23/jun | Uruguai   | 3 – 1   | Panamá    | Hard Rock | Miami Gardens | 1                             | 0                                 | 0       | 0                 | [ 7 ] |
| 2024   | Grupo D    | 28/jun | Paraguai  | 1 – 4   | Brasil    | Allegiant | Las Vegas     | 5                             | 0                                 | 1       | 1                 | [ 8 ] |
| 2024   | Semifinais | 9/jul  | Argentina | 2 – 0   | Canadá    | MetLife   | New Jersey    | 5                             | 0                                 | 0       | 0                 | [ 9 ] |
| Total  | Total      | Total  | Total     | Total   | Total     | Total     | Total         | 11                            | 0                                 | 1       | 1                 |       |

#### Copa Libertadores da América
| Edição | Fase       | Data   | Partida                | Partida | Partida                 | Estádio              | Cidade         | Cartões                       | Cartões                           | Cartões | Pênalti · Pênalti | Ref.   |
| Edição | Fase       | Data   | Mandante               | Placar  | Visitante               | Estádio              | Cidade         | Penalizado com cartão amarelo | Penalizado · Penalizado · Expulso | Expulso | Pênalti · Pênalti | Ref.   |
| ------ | ---------- | ------ | ---------------------- | ------- | ----------------------- | -------------------- | -------------- | ----------------------------- | --------------------------------- | ------- | ----------------- | ------ |
| 2018   | Grupo D    | 23/mai | Emelec                 | 0 – 3   | Santa Fe                | George Capwell       | Guaiaquil      | 5                             | 0                                 | 2       | 0                 | [ 10 ] |
| 2019   | 2.ª fase   | 14/fev | Atlético Nacional      | 0 – 0   | Deportivo La Guaira     | Atanasio Girardot    | Medellín       | 4                             | 0                                 | 0       | 0                 | [ 11 ] |
| 2019   | Grupo G    | 5/mar  | Deportes Tolima        | 1 – 0   | Athletico Paranaense    | Manuel M. Toro       | Ibagué         | 4                             | 0                                 | 0       | 0                 | [ 12 ] |
| 2019   | Grupo B    | 27/mar | Cruzeiro               | 2 – 0   | Deportivo Lara          | Mineirão             | Belo Horizonte | 4                             | 0                                 | 0       | 0                 | [ 13 ] |
| 2019   | Grupo D    | 11/abr | Flamengo               | 6 – 1   | San José                | Maracanã             | Rio de Janeiro | 2                             | 0                                 | 1       | 1                 | [ 14 ] |
| 2020   | Grupo B    | 16/set | Bolívar                | 1 – 2   | Palmeiras               | Hernando Siles       | La Paz         | 4                             | 0                                 | 0       | 1                 | [ 15 ] |
| 2021   | Grupo E    | 5/mai  | Racing                 | 0 – 0   | São Paulo               | Presidente Perón     | Avellaneda     | 11                            | 1                                 | 1       | 1                 | [ 16 ] |
| 2021   | Grupo A    | 18/mai | Universitario          | 3 – 2   | Independiente del Valle | Monumental           | Lima           | 5                             | 0                                 | 0       | 0                 | [ 17 ] |
| 2021   | Oitavas    | 21/jul | Barcelona de Guayaquil | 3 – 1   | Vélez Sarsfield         | Isidro R. Carbo      | Guaiaquil      | 8                             | 0                                 | 0       | 1                 | [ 18 ] |
| 2022   | 2.ª fase   | 23/fev | Bolívar                | 1 – 1   | Universidad Católica    | Hernando Siles       | La Paz         | 3                             | 0                                 | 0       | 0                 | [ 19 ] |
| 2022   | Grupo E    | 5/abr  | Always Ready           | 2 – 0   | Corinthians             | Hernando Siles       | La Paz         | 2                             | 0                                 | 0       | 1                 | [ 20 ] |
| 2022   | Grupo C    | 18/mai | Nacional               | 2 – 3   | Vélez Sarsfield         | Parque Central       | Montevidéu     | 8                             | 0                                 | 0       | 1                 | [ 21 ] |
| 2022   | Grupo E    | 26/mai | Boca Juniors           | 1 – 0   | Deportivo Cali          | La Bombonera         | Buenos Aires   | 7                             | 0                                 | 0       | 0                 | [ 22 ] |
| 2023   | 3.ª fase   | 8/mar  | Millonarios            | 1 − 1   | Atlético Mineiro        | El Campín            | Bogotá         | 6                             | 0                                 | 0       | 0                 | [ 23 ] |
| 2023   | Grupo E    | 2/mai  | Corinthians            | 1 – 2   | Independiente del Valle | Neo Química          | São Paulo      | 6                             | 0                                 | 0       | 0                 | [ 24 ] |
| 2023   | Grupo D    | 27/jun | Fluminense             | 1 − 1   | Sporting Cristal        | Maracanã             | Rio de Janeiro | 7                             | 0                                 | 0       | 0                 | [ 25 ] |
| 2023   | Oitavas    | 1/ago  | Argentinos Juniors     | 1 − 1   | Fluminense              | Diego A. Maradona    | Buenos Aires   | 4                             | 0                                 | 2       | 0                 | [ 26 ] |
| 2024   | 1.ª fase   | 8/fev  | Aucas                  | 1 − 0   | Nacional                | Gonzalo P. Ripalda   | Quito          | 8                             | 0                                 | 0       | 1                 | [ 27 ] |
| 2024   | 2.ª fase   | 27/fev | Red Bull Bragantino    | 0 − 0   | Águilas Doradas         | Nabi Abi Chedid      | B. Paulista    | 8                             | 0                                 | 0       | 0                 | [ 28 ] |
| 2024   | Grupo G    | 7/mai  | Rosário Central        | 0 − 1   | Atlético Mineiro        | Gigante de Arroyito  | Rosário        | 5                             | 0                                 | 0       | 0                 | [ 29 ] |
| 2024   | Grupo H    | 14/mai | River Plate            | 2 − 0   | Libertad                | Mâs Monumental       | Buenos Aires   | 3                             | 0                                 | 0       | 0                 | [ 30 ] |
| 2024   | Grupo G    | 28/mai | Peñarol                | 2 − 1   | Rosário Central         | Campeón del Siglo    | Montevidéu     | 8                             | 0                                 | 0       | 0                 | [ 31 ] |
| 2024   | Semifinais | 30/out | Peñarol                | 3 − 1   | Botafogo                | Centenario           | Montevidéu     | 6                             | 1                                 | 1       | 0                 | [ 32 ] |
| 2025   | 1.ª fase   | 12/fev | Alianza Lima           | −       | Nacional                | Alejandro Villanueva | Lima           |                               |                                   |         |                   | [ 33 ] |
| Total  | Total      | Total  | Total                  | Total   | Total                   | Total                | Total          | 128                           | 2                                 | 7       | 7                 |        |

#### Copa Sul-Americana
| Edição | Fase     | Data   | Partida                 | Partida | Partida                | Estádio            | Cidade       | Cartões                       | Cartões                           | Cartões | Pênalti · Pênalti | Ref.   |
| Edição | Fase     | Data   | Mandante                | Placar  | Visitante              | Estádio            | Cidade       | Penalizado com cartão amarelo | Penalizado · Penalizado · Expulso | Expulso | Pênalti · Pênalti | Ref.   |
| ------ | -------- | ------ | ----------------------- | ------- | ---------------------- | ------------------ | ------------ | ----------------------------- | --------------------------------- | ------- | ----------------- | ------ |
| 2018   | 1.ª fase | 10/abr | LDU Quito               | 2 – 1   | Guabirá                | Rodrigo P. Delgado | Quito        | 4                             | 0                                 | 0       | 0                 | [ 34 ] |
| 2018   | 2.ª fase | 18/jul | Defensa y Justicia      | 2 – 0   | El Nacional            | Tito Tomaghello    | F. Varela    | 2                             | 0                                 | 0       | 0                 | [ 35 ] |
| 2018   | Oitavas  | 20/set | Bahia                   | 2 – 1   | Botafogo               | Fonte Nova         | Salvador     | 5                             | 0                                 | 1       | 0                 | [ 36 ] |
| 2019   | Oitavas  | 1/ago  | Universidad Católica    | 3 – 2   | Independiente          | Olímpico Atahualpa | Quito        | 4                             | 1                                 | 0       | 1                 | [ 37 ] |
| 2019   | Semi     | 25/set | Independiente del Valle | 2 – 2   | Corinthians            | Olímpico Atahualpa | Quito        | 4                             | 0                                 | 0       | 1                 | [ 38 ] |
| 2020   | 1.ª fase | 11/fev | Atlético Grau           | 1 – 2   | River Plate            | Monumental         | Lima         | 6                             | 0                                 | 0       | 0                 | [ 39 ] |
| 2021   | 1.ª fase | 6/abr  | Huachipato              | 3 – 0   | Antofagasta            | CAP                | Talcahuano   | 6                             | 0                                 | 1       | 0                 | [ 40 ] |
| 2021   | Grupo D  | 20/abr | Aucas                   | 0 – 1   | Athletico Paranaense   | Gonzalo P. Ripalda | Quito        | 4                             | 0                                 | 0       | 0                 | [ 41 ] |
| 2021   | Grupo H  | 29/abr | Lanús                   | 1 – 2   | Grêmio                 | Ciudad de Lanús    | Lanús        | 6                             | 0                                 | 0       | 0                 | [ 42 ] |
| 2022   | 1.ª fase | 9/mar  | Ayacucho                | 2 – 0   | Sport Boys             | Huancayo           | Huancayo     | 7                             | 0                                 | 0       | 0                 | [ 43 ] |
| 2022   | 1.ª fase | 15/mar | General Caballero JLM   | 2 – 1   | Sol de América         | D. del Chaco       | Assunção     | 8                             | 0                                 | 0       | 1                 | [ 44 ] |
| 2022   | Grupo H  | 28/abr | Oriente Petrolero       | 1 – 3   | Junior de Barranquilla | Ramón T. Aguilera  | Santa Cruz   | 8                             | 0                                 | 0       | 0                 | [ 45 ] |
| 2022   | Grupo A  | 4/mai  | Barcelona de Guayaquil  | 1 – 1   | Lanús                  | Isidro R. Carbo    | Guaiaquil    | 8                             | 0                                 | 0       | 0                 | [ 46 ] |
| 2022   | Oitavas  | 30/jun | Olimpia                 | 2 – 0   | Atlético Goianiense    | D. del Chaco       | Assunção     | 5                             | 0                                 | 0       | 0                 | [ 47 ] |
| 2022   | Oitavas  | 5/jul  | Unión de Santa Fe       | 1 – 2   | Nacional               | 15 de Abril        | Santa Fe     | 6                             | 0                                 | 1       | 0                 | [ 48 ] |
| 2022   | Quartas  | 3/ago  | São Paulo               | 1 – 0   | Ceará                  | Morumbi            | São Paulo    | 4                             | 0                                 | 0       | 1                 | [ 49 ] |
| 2024   | Grupo D  | 3/abr  | Nacional Potosí         | 0 – 0   | Boca Juniors           | Agustín Ugarte     | Potosí       | 9                             | 0                                 | 0       | 1                 | [ 50 ] |
| 2024   | Grupo F  | 23/abr | Argentinos Juniors      | 1 – 0   | Corinthians            | Diego A. Maradona  | Buenos Aires | 7                             | 0                                 | 1       | 0                 | [ 51 ] |
| 2024   | Quartas  | 24/set | Corinthians             | 3 – 0   | Fortaleza              | Neo Química Arena  | São Paulo    | 5                             | 0                                 | 0       | 0                 | [ 52 ] |
| Total  | Total    | Total  | Total                   | Total   | Total                  | Total              | Total        | 108                           | 1                                 | 4       | 5                 |        |

#### Recopa Sul-Americana
| Edição | Fase | Data   | Partida                 | Partida | Partida   | Estádio         | Cidade | Cartões                       | Cartões                           | Cartões | Pênalti · Pênalti | Ref.   |
| Edição | Fase | Data   | Mandante                | Placar  | Visitante | Estádio         | Cidade | Penalizado com cartão amarelo | Penalizado · Penalizado · Expulso | Expulso | Pênalti · Pênalti | Ref.   |
| ------ | ---- | ------ | ----------------------- | ------- | --------- | --------------- | ------ | ----------------------------- | --------------------------------- | ------- | ----------------- | ------ |
| 2023   | Ida  | 21/fev | Independiente del Valle | 1 – 0   | Flamengo  | Banco Guayaquil | Quito  | 9                             | 0                                 | 1       | 0                 | [ 53 ] |

#### Campeonato Sul-Americano Sub-20
| Edição | Fase    | Data   | Partida   | Partida | Partida   | Estádio     | Cidade   | Cartões                       | Cartões                           | Cartões | Pênalti · Pênalti | Ref.   |
| Edição | Fase    | Data   | Mandante  | Placar  | Visitante | Estádio     | Cidade   | Penalizado com cartão amarelo | Penalizado · Penalizado · Expulso | Expulso | Pênalti · Pênalti | Ref.   |
| ------ | ------- | ------ | --------- | ------- | --------- | ----------- | -------- | ----------------------------- | --------------------------------- | ------- | ----------------- | ------ |
| 2019   | Grupo B | 22/jan | Paraguai  | 1 – 0   | Peru      | Fiscal      | Talca    | 4                             | 0                                 | 0       | 0                 | [ 54 ] |
| 2019   | Grupo B | 26/jan | Argentina | 1 – 0   | Peru      | Fiscal      | Talca    | 6                             | 1                                 | 1       | 1                 | [ 55 ] |
| 2019   | Final   | 29/jan | Venezuela | 1 – 1   | Uruguai   | El Teniente | Rancagua | 6                             | 0                                 | 0       | 0                 | [ 56 ] |
| 2019   | Final   | 4/fev  | Equador   | 1 – 0   | Colômbia  | El Teniente | Rancagua | 3                             | 0                                 | 0       | 0                 | [ 57 ] |
| 2019   | Final   | 10/fev | Brasil    | 1 – 0   | Argentina | El Teniente | Rancagua | 5                             | 0                                 | 0       | 1                 | [ 58 ] |
| Total  | Total   | Total  | Total     | Total   | Total     | Total       | Total    | 24                            | 1                                 | 1       | 2                 |        |

#### Torneio Pré-Olímpico Sul-Americano Sub-23
| Edição | Fase    | Data   | Partida   | Partida | Partida   | Estádio       | Cidade      | Cartões                       | Cartões                           | Cartões | Pênalti · Pênalti | Ref.   |
| Edição | Fase    | Data   | Mandante  | Placar  | Visitante | Estádio       | Cidade      | Penalizado com cartão amarelo | Penalizado · Penalizado · Expulso | Expulso | Pênalti · Pênalti | Ref.   |
| ------ | ------- | ------ | --------- | ------- | --------- | ------------- | ----------- | ----------------------------- | --------------------------------- | ------- | ----------------- | ------ |
| 2020   | Grupo B | 19/jan | Uruguai   | 1 – 0   | Paraguai  | Centenário    | Armênia     | 4                             | 0                                 | 0       | 0                 | [ 59 ] |
| 2020   | Grupo B | 31/jan | Brasil    | 2 – 1   | Paraguai  | Centenário    | Armênia     | 6                             | 0                                 | 0       | 0                 | [ 60 ] |
| 2020   | Final   | 6/fev  | Argentina | 2 – 1   | Colômbia  | Alfonso López | Bucaramanga | 5                             | 0                                 | 1       | 1                 | [ 61 ] |
| Total  | Total   | Total  | Total     | Total   | Total     | Total         | Total       | 15                            | 0                                 | 1       | 1                 |        |

#### Eliminatórias da Copa do Mundo FIFA
| Edição | Fase      | Data   | Partida  | Partida | Partida   | Estádio       | Cidade         | Cartões                       | Cartões                           | Cartões | Pênalti · Pênalti | Ref.   |
| Edição | Fase      | Data   | Mandante | Placar  | Visitante | Estádio       | Cidade         | Penalizado com cartão amarelo | Penalizado · Penalizado · Expulso | Expulso | Pênalti · Pênalti | Ref.   |
| ------ | --------- | ------ | -------- | ------- | --------- | ------------- | -------------- | ----------------------------- | --------------------------------- | ------- | ----------------- | ------ |
| 2026   | 2023/3.ª  | 12/out | Colômbia | 2 – 2   | Uruguai   | Metropolitano | Barranquilla   | 1                             | 1                                 | 0       | 1                 | [ 62 ] |
| 2026   | 2023/6.ª  | 21/nov | Brasil   | 0 – 1   | Argentina | Maracanã      | Rio de Janeiro | 3                             | 0                                 | 1       | 0                 | [ 63 ] |
| 2026   | 2024/8.ª  | 10/set | Colômbia | 2 – 1   | Argentina | Metropolitano | Barranquilla   | 4                             | 0                                 | 0       | 1                 | [ 64 ] |
| 2026   | 2024/10.ª | 15/out | Paraguai | 2 – 1   | Venezuela | D. del Chaco  | Assunção       | 8                             | 0                                 | 0       | 1                 | [ 65 ] |
| 2026   | 2024/12.ª | 19/nov | Brasil   | 1 – 1   | Uruguai   | Fonte Nova    | Salvador       | 5                             | 0                                 | 0       | 0                 | [ 66 ] |
| Total  | Total     | Total  | Total    | Total   | Total     | Total         | Total          | 21                            | 1                                 | 1       | 3                 |        |

### Competições da ANFP
Estas são as competições organizadas pela Asociación Nacional de Fútbol Profesional (ANFP), filiada à Federação de Futebol do Chile (FFCh).

#### Primera División
| Edição | Fase  | Data   | Partida              | Partida | Partida              | Estádio             | Cidade      | Cartões                       | Cartões                           | Cartões | Pênalti · Pênalti | Ref.   |
| Edição | Fase  | Data   | Mandante             | Placar  | Visitante            | Estádio             | Cidade      | Penalizado com cartão amarelo | Penalizado · Penalizado · Expulso | Expulso | Pênalti · Pênalti | Ref.   |
| ------ | ----- | ------ | -------------------- | ------- | -------------------- | ------------------- | ----------- | ----------------------------- | --------------------------------- | ------- | ----------------- | ------ |
| 2024   | Única | 17/fev | Deportes Copiapó     | 1 – 3   | O'Higgins            | Luis V. Hermosilla  | Copiapó     | 4                             | 0                                 | 0       | 2                 | [ 67 ] |
| 2024   | Única | 9/mar  | Cobresal             | 1 – 2   | Huachipato           | El Cobre            | El Salvador | 4                             | 0                                 | 0       | 0                 | [ 68 ] |
| 2024   | Única | 17/mar | Universidad Católica | 0 – 0   | Audax Italiano       | Santa Laura         | Santiago    | 6                             | 1                                 | 2       | 0                 | [ 69 ] |
| 2024   | Única | 31/mar | Cobreloa             | 1 – 3   | Universidad de Chile | Zorros del Desierto | Calama      | 8                             | 0                                 | 0       | 1                 | [ 70 ] |
| 2024   | Única | 28/abr | Huachipato           | 0 – 4   | Universidad de Chile | CAP                 | Talcahuano  | 7                             | 0                                 | 0       | 0                 | [ 71 ] |
| 2024   | Única | 3/mai  | Palestino            | 3 – 1   | Deportes Copiapó     | El Teniente         | Rancagua    | 9                             | 0                                 | 0       | 1                 | [ 72 ] |
| 2024   | Única | 25/mai | Deportes Iquique     | 0 – 3   | Colo-Colo            | T. de Campeones     | Iquique     | 2                             | 0                                 | 0       | 1                 | [ 73 ] |
| 2024   | Única | 20/jul | O'Higgins            | 2 – 0   | Deportes Copiapó     | El Teniente         | Rancagua    | 5                             | 0                                 | 1       | 1                 | [ 74 ] |
| 2024   | Única | 27/jul | Unión Española       | 2 – 1   | Cobresal             | Santa Laura         | Santiago    | 8                             | 0                                 | 0       | 1                 | [ 75 ] |
| 2024   | Única | 29/set | Deportes Iquique     | 3 – 0   | Universidad de Chile | T. de Campeones     | Iquique     | 6                             | 1                                 | 1       | 0                 | [ 76 ] |
| 2024   | Única | 2/nov  | Audax Italiano       | 4 – 1   | Deportes Copiapó     | La Florida          | Santiago    | 3                             | 1                                 | 0       | 2                 | [ 77 ] |
| Total  | Total | Total  | Total                | Total   | Total                | Total               | Total       | 62                            | 3                                 | 4       | 9                 |        |

#### Primera B
| Edição | Fase      | Data   | Partida  | Partida | Partida           | Estádio         | Cidade | Cartões                       | Cartões                           | Cartões | Pênalti · Pênalti | Ref.   |
| Edição | Fase      | Data   | Mandante | Placar  | Visitante         | Estádio         | Cidade | Penalizado com cartão amarelo | Penalizado · Penalizado · Expulso | Expulso | Pênalti · Pênalti | Ref.   |
| ------ | --------- | ------ | -------- | ------- | ----------------- | --------------- | ------ | ----------------------------- | --------------------------------- | ------- | ----------------- | ------ |
| 2024   | 1.ª fase  | 23/mar | Rangers  | 2 – 4   | San Luis          | Fiscal de Talca | Talca  | 10                            | 0                                 | 0       | 2                 | [ 78 ] |
| 2024   | Semifinal | 30/nov | Rangers  | 0 – 0   | Deportes Recoleta | Fiscal de Talca | Talca  | 3                             | 0                                 | 0       | 1                 | [ 79 ] |
| Total  | Total     | Total  | Total    | Total   | Total             | Total           | Total  | 13                            | 0                                 | 0       | 3                 |        |

#### Segunda División
| Edição | Fase     | Data   | Partida           | Partida | Partida             | Estádio | Cidade     | Cartões                       | Cartões                           | Cartões | Pênalti · Pênalti | Ref.   |
| Edição | Fase     | Data   | Mandante          | Placar  | Visitante           | Estádio | Cidade     | Penalizado com cartão amarelo | Penalizado · Penalizado · Expulso | Expulso | Pênalti · Pênalti | Ref.   |
| ------ | -------- | ------ | ----------------- | ------- | ------------------- | ------- | ---------- | ----------------------------- | --------------------------------- | ------- | ----------------- | ------ |
| 2024   | 1.ª fase | 20/out | San Antonio Unido | 0 – 5   | Deportes Concepción | CAP     | Talcahuano | 7                             | 0                                 | 0       | 0                 | [ 80 ] |
| Total  | Total    | Total  | Total             | Total   | Total               | Total   | Total      | 7                             | 0                                 | 0       | 0                 |        |

#### Copa Chile
| Edição | Fase    | Data   | Partida         | Partida | Partida              | Estádio          | Cidade    | Cartões                       | Cartões                           | Cartões | Pênalti · Pênalti | Ref.   |
| Edição | Fase    | Data   | Mandante        | Placar  | Visitante            | Estádio          | Cidade    | Penalizado com cartão amarelo | Penalizado · Penalizado · Expulso | Expulso | Pênalti · Pênalti | Ref.   |
| ------ | ------- | ------ | --------------- | ------- | -------------------- | ---------------- | --------- | ----------------------------- | --------------------------------- | ------- | ----------------- | ------ |
| 2025   | Grupo D | 10/fev | Unión La Calera | 2 – 2   | Universidad Católica | Nicolás C. Nazar | La Calera | 2                             | 0                                 | 0       | 0                 | [ 81 ] |
| Total  | Total   | Total  | Total           | Total   | Total                | Total            | Total     | 2                             | 0                                 | 0       | 0                 |        |

## Acusação de agressões domésticas
Pouco antes da partida entre Independiente del Valle e Flamengo, em 21 de fevereiro de 2023, válida pela Recopa Sul-Americana de 2023, Pollett Dominique López, ex-esposa do árbitro, utilizou o Instagram para expor agressões e feridas no pescoço supostamente feitas pelo árbitro chileno, no ano novo de 2022, mas, segundo ela, não foram as únicas. A empresária do setor de moda, aproveitou os stories feitos para mostrar os machucados e pedir o divórcio.
| “                                                        | Mas a culpa foi minha por não ter denunciado. Por sempre permitir que a louca e doente fosse eu. Acabou. E esse tipo de juiz faz justiça nas partidas do nosso país. Piero Maza, me dê minha liberdade, me dê meu divórcio. | ” |
| — Pollett Dominique López, em um dos stories publicados, | |   |

Pollett Dominique López também acusou o árbitro de gravar conversas com seus colegas de arbitragem no vestiário, sem autorização.
| “                                                                                               | Depois das partidas, gravava conversas privadas | ” |
| — A ex-esposa do árbitro nas publicações, onde marcou também a CONMEBOL e veículos de imprensa, |                                                 |   |

Tanto o árbitro, quanto a CONMEBOL não se manifestaram sobre as publicações.